# 946 Poësia
946 Poësia eller 1921 JC är en asteroid i huvudbältet, som upptäcktes 11 februari 1921 av den tyske astronomen Max Wolf. Den är uppkallad efter den grekiska poesi guden.
Asteroiden har en diameter på ungefär 36 kilometer och den tillhör asteroidgruppen Themis.